# Chosroes (biskup)
Chosroes (Chosrow) – biskup Anczewacziku w Armenii, żyjący w X wieku, ojciec słynnego poety Grzegorza z Nareku.

## Życiorys
Chosroes pochodził z książęcego rodu i został biskupem po śmierci żony. Miał trzech synów: Sahaka, Grzegorza i Jana. Sahak został jego sekretarzem, a dwaj młodsi pobierali nauki u krewnego, który piastował godność opata w klasztorze nareckim nad jeziorem Wan, w księstwie Waspurakanu. Biskup  krytykował postępowanie katolikosa Armenii, Ananiasza I, a będąc wychowany zarówno w kulturze greckiej, jak i ormiańskiej, działał na polu zbliżenia politycznego i kulturalnego oraz zbliżenia religijnego (Ormianie przez kilka stuleci lawirowali między monofizytyzmem a ustaleniami soboru chalcedońskiego).
Za swoje poglądy i opór wobec katolikosa Chosroes został pośmiertnie obłożony klątwą.